# Dunland
Dunland (Landumbria nella nuova traduzione italiana) è una regione di Arda, l'universo immaginario fantasy creato dallo scrittore inglese J.R.R. Tolkien.
Questa regione è un territorio caratterizzato da colline brulle che si trova a sud dell'Eregion, ed è delimitata ad est dalle Montagne Nebbiose e dalla foresta di Fangorn e a sud-ovest confina con la regione dell'Enedwaith, dalla quale è separata tramite l'Antica Via Sud. Il Dunland è la regione in cui durante il regno di Tar-Aldarion (883-1075 S.E.) iniziarono a vivere gli Uomini chiamati Dunlandiani (in inglese Dunlandings, Landumbriani nella nuova traduzione italiana), bassi e scuri di capelli, che sembra discendano dalla Casa di Haleth, rendendoli lontanamente imparentati con i Dunedain.

## Storia

### Origini
I diretti antenati dei Dunlandiani vivevano su entrambe le sponde dell'Inondagrigio, Il fiume d'Ombra, agli inizi della Seconda Era: al loro primo contatto con i più avanzati Númenóreani, vennero descritti come un popolo numeroso e guerrafondaio, ma in realtà erano abitanti delle foreste, organizzati in comunità sparpagliate, senza un potere centrale.
I Númenóreani trovarono il linguaggio di questi Gwaithuirim, come presero a chiamarli, molto diverso dal loro Adûnaic, e fu questo il motivo per il quale si rifiutarono di riconoscerli come lontani parenti, confondendoli con quelli che chiamavano "Uomini dell'Ombra", discendenti degli alleati di Morgoth durante la Prima Era. In effetti il linguaggio del popolo di Haleth non era assolutamente correlato con quello della gente di Hador e Bëor.
Il bisogno di legname (di cui la regione del Gwathló abbondava) e queste differenze culturali fecero sì che i Númenóreani cominciassero a vedere gli abitanti delle foreste come nemici.  Dopo molte guerre e spargimenti di sangue, durante i quali Sauron usò questi nemici di Númenor come spie, i superstiti abitanti delle foreste della regione a sud del Gwathló trovarono rifugio sulle montagne ad est, nel territorio che prese poi il nome di Dunland, diventando pastori e mandriani.

### Seconda e Terza Era
Alla fine della Seconda Era, queste genti (e la loro terra) divenne nota tra i Dunedain e gli Eldar come "Enedwaith", che significa sia "Popolo di Mezzo" che "Regione di Mezzo", poiché essi dimoravano tra i due nuovi stati fondati dai Númenóreani, Gondor e Arnor.
Gli Enedwaith furono largamente ignorati dagli altri popoli, nonostante il fatto che un'importante città númenóreana, Tharbad, sorgesse vicino al loro territorio, e anch'essi si tennero molto in disparte, anche a causa del profondo odio che provavano verso i Númenóreani, e rimasero isolati per tutto il restante corso della loro storia, tant'è che non impararono nemmeno l'Ovestron, che derivava dall'Adûnaic, usato come lingua franca nella Terra di Mezzo della Terza Era.
Durante questi anni, gli Enedwaith colonizzarono lentamente il Calenardhon e le circostanti province di Gondor, che erano scarsamente popolate, ora che il potere dei Dunedain andava scemando, ed essi avevano già reclamato i territori dal fiume Adorn all'Isen quando Gondor decise di donare il Calenardhon al numeroso popolo degli Éothéod, nel 2510 T.E.
Fra Tharbad e l'Enedwaith sostarono molti Hobbit di razza Sturoi, provenienti dal Rhovanion, dopo aver valicato le Montagne Nebbiose nel 1150 T.E. Essi rimasero in quest'area per circa due secoli, quindi si divisero fra chi tornò oltre le montagne e chi riprese la migrazione verso occidente.

#### Dunland
I nuovi arrivati rinominarono loro stessi Rohirrim e diedero nome Dunland (“regione collinare” in Rohirric) ai territori a ovest del Calenardhon, chiamando Dunlandiani i suoi abitanti. Questi vennero respinti a ovest del fiume Isen e maturarono un profondo risentimento per quelli che chiamavano forgoil (“teste di paglia”, in riferimento al colore biondo dei loro capelli). Sotto il regno di Déor tornarono a filtrare a oriente con la complicità di Isengard, compiendo numerose scorribande, e nel 2710 T.E. occuparono Isengard stessa.
Nel 2754 T.E. Freca, un nobile dunlandiano per metà di sangue rohirrim, progettò un matrimonio fra suo figlio Wulf e la figlia di Helm, Re di Rohan. La sua proposta venne tuttavia rifiutata ed egli reagì insultando il sovrano. Furente, Helm uccise Freca con un pugno e bandì dal regno la sua famiglia, provocando la fuga di questa nel Dunland.
Quattro anni dopo un esercito di Dunlandiani guidati da Wulf, in alleanza con gli Esterling, invase Rohan e mise il paese in ginocchio. Edoras venne espugnata, Haleth figlio di Helm fu ucciso e Wulf si autoproclamò sovrano del paese. I Rohirrim trovarono rifugio nelle loro fortificazioni montane, quali il Trombatorrione e Dunclivo, e vennero qui assediati.
Quell'anno il paese fu flagellato dal Lungo Inverno, che provocò numerose vittime su entrambi i fronti del conflitto. Infine Fréalaf, nipote di Helm, compì una sortita su Edoras riuscendo a uccidere Wulf; Gondor poté finalmente inviare dei rinforzi e i Dunlandiani furono cacciati fuori da Rohan e da Isengard.

#### Isengard
Nel Dunland, a guardia della Breccia di Rohan, c'era la fortezza di Isengard, dove vigilavano su Gondor alcuni guardiani, dalla carica ereditaria. Ma durante il regno del Sovrintendente Beren, questi guardiani erano di sangue Dunlandiano, e divennero ostili a Gondor. Per rimediare a questa situazione, Beren diede a Saruman le chiavi di Orthanc affinché vigilasse su Isengard per conto di Gondor.
Saruman si servì poi della storica ostilità dei Dunlandiani verso i Gondoriani per avere da loro supporto durante la Guerra dell'Anello; li condusse infatti assieme al suo esercito di Orchi ed Uruk-hai nuovamente al Fosso di Helm, nel 3019 T.E., dove si batterono ancora una volta contro i Rohirrim.
Dopo una strenua resistenza, Re Théoden e i suoi vinsero la battaglia, e permisero ai Dunlandiani sopravvissuti di tornare alle loro case. In cambio della clemenza, i Rohirrim richiesero la cessazione di ogni ostilità, e la ritirata dei Dunlandiani oltre il fiume Isen.

## Il dunlandiano
Il dunlandiano è una lingua inventata da J.R.R Tolkien e parlata dai Dunlandiani. Di questa lingua si conosce solo la parola forgoil citata ne Il Signore degli Anelli come la traduzione di teste di paglia. Non si sa quanto Tolkien abbia sviluppato questa lingua.